# 3000 (număr)
3000 (trei mii) este numărul natural care urmează după 2999 și precede pe 3001 într-un șir crescător de numere naturale.

## În matematică
3000:
- Este un număr par.[1][2]
- Este un număr compus.[3]
- Este un număr abundent.[4][5]
- Este un număr rotund.[6][7]
- Există exact trei triunghiuri dreptunghice cu laturile numere întregi (triplete pitagoreice) și ipotenuza 3000.[8]
- Este un număr palindromic[9] și repdigit[10] în cifre romane (MMM).

## În știință

### În astronomie
- 3000 Leonardo  este un asteroid din centura principală.